# Eufrósine Ducena Camaterina
Eufrósine Ducena Camaterina ou também Camatera (em grego: Ευφροσύνη Δούκαινα Καματερίνα ή Καματηρά; romaniz.: Euphrosynē Doukaina Kamaterina e Kamatēra) foi esposa do imperador bizantino Aleixo III Ângelo. Ela era filha de Andrónico Ducas Camatero, um nobre de elevado posto na corte e detentor dos títulos de grande drungário e pansebasto, e de sua esposa Quirverne(je). 
Era aparentada com o imperador Constantino X Ducas e com Irene Ducena, imperatriz-consorte de Aleixo I Comneno. Os seus dois irmãos tinham-se revoltado contra Andrónico I Comneno; um foi aprisionado e o outro cegado. 

## História
Eufrósine casou-se com Aleixo Ângelo, o irmão mais velho do futuro Isaac II Ângelo, em 1169. Embora Isaac II tivesse concedido numerosos títulos e honrarias ao seu irmão, Aleixo usurpou o trono a 8 de abril de 1195, depondo Isaac e proclamando-se imperador. Foi auxiliado por Eufrósine, que organizara um partido de apoiantes entre a aristocracia. A nova imperatriz tomou o controlo do palácio e anulou a oposição, consolidando a tomada do trono pelo seu marido recorrendo ao suborno. 
Eufrósine era uma mulher dominadora com talento para a política, e acabou por governar o império em nome de Aleixo III, que se preocupava primordialmente com os prazeres de uma vida ociosa. Eufrósine dava ordens e alterava os decretos de Aleixo se assim o entendia. O casal imperial foi vítima de muitas críticas pelo interesse de ambos por artigos de luxo e pelo enriquecimento que proporcionaram aos seus familiares à custa do Estado. O irmão e o genro da imperatriz, Basílio Camatero e Andrónico Contostefano, respectivamente, acusaram Eufrósine de adultério com um dos seus ministros, um nobre da família Vatatzes. Aleixo III acreditou nas acusações e mandou executar Vatatzes, ao mesmo tempo que retirou de Eufrósine a dignidade imperial e a encerrou num convento em Nematareia em Outubro de 1196. No entanto, a intercessão dos parentes da imperatriz valeu-lhe o perdão seis meses depois, na Primavera de 1197.

## Exílio
Em 1203, confrontado com a Quarta Cruzada e com o regresso do seu sobrinho Aleixo IV Ângelo, Aleixo III abandonou Constantinopla com um tesouro magnífico e algumas das suas parentes, incluindo a sua filha Irene. Eufrósine foi deixada para trás e foi imediatamente aprisionada pelos novos governantes. Aleixo IV foi estrangulado, passado pouco tempo, por Aleixo Ducas Múrzuflo, amante de Eudócia Angelina, outra filha de Eufrósine, que então se proclamou imperador como Aleixo V Ducas. Em Abril de 1204, Eufrósine deixou a cidade juntamente com a sua filha e Aleixo V, e rumaram a Mosinópolis, onde Aleixo III se encontrava refugiado. Aleixo III mandou cegar Aleixo V e entregou-o aos cruzados, que o executaram. 
Eufrósine e Aleixo III fugiram, cruzando a Grécia, para Salonica e em seguida para Corinto, mas acabaram por ser capturados por Bonifácio de Monferrato. Em 1209 ou 1210 foram resgatados pelo primo de ambos, Miguel I do Epiro, e Eufrósine passou o resto dos seus dias em Arta. Faleceu em 1210 ou 1211.

## Relações familiares
Com o seu marido, Aleixo III Ângelo, Eufrósine teve três filhas:
- Irene Angelina, que se casou com (1) Andrónico Contostefano; (2) Aleixo Paleólogo, através de quem viria a ser avó do imperador Miguel VIII Paleólogo;
- Ana Angelina, que se casou com (1) o sebastocrator Isaac Comneno, sobrinho-neto do imperador Manuel I Comneno; (2) o imperador de Niceia Teodoro I Láscaris;
- Eudócia Angelina, que se casou com (1) o rei Estêvão Prvovenčani da Sérvia; (2) o imperador Aleixo V Ducas; (3) Leão Esguro, governante de Corinto.